# Mike Varney
Mike Varney – amerykański producent nagrań, wydawca, menadżer. Założyciel wytwórni płytowej Shrapnel Records, która specjalizowała się od początku w wydawaniu płyt młodych wirtuozów gitary elektrycznej (w szczególności grających w stylu heavy, speed, neoclassical metal).
Odkrywca talentu szwedzkiego gitarzysty Yngwie Malmsteena, z którym podpisał pierwszy profesjonalny kontrakt na nagranie płyty grupy Steeler. Wydał albumy tak znanych gitarzystów jak: Vinnie Moore, Ritchie Kotzen, Jason Becker, Marty Friedman, Tony MacAlpine, Greg Howe, Paul Gilbert.